# Patrick Boirie
Patrick Boirie – francuski judoka. Startował w Pucharze Świata w latach 1989-1991. Wicemistrz Europy w drużynie w 1989. Mistrz Francji w 1989 roku.